# ألمندة
أَلَمَنْدَة (الاسم العلمي Allamanda) جنس نباتات من فصيلة الدفلية منبتها الأمريكتين من المكسيك حتى الأرجنتين، أنواعها قليلة وهي جنبات وجنيبات مدادة عارشة معمرة، سوقها اسطوانية ملساء، أوراقها معنقة متقابلة رباعية المحور سنانية النصل. أزهارها تشبه زهر الياسمين لكنها ذهبية اللون ما عدا نوع blanchetii فهو لون وردي الزهر، كبيرة القدر لا عرف لها. تستعمل في التزيين. تتكاثر بالبذر والعقل. تعيش في جميع الاتربة القليلة والمتوسطة الاندماج.تخشى الرطوبة المستحكمة وترغب في المواقع الجنوبية الكثيرة الحرارة والإشعاع الشمسي. سُميت على عالم النبات السويسري فريدريك لويس ألاماند (1735–1803).